# 特雷布斯湖

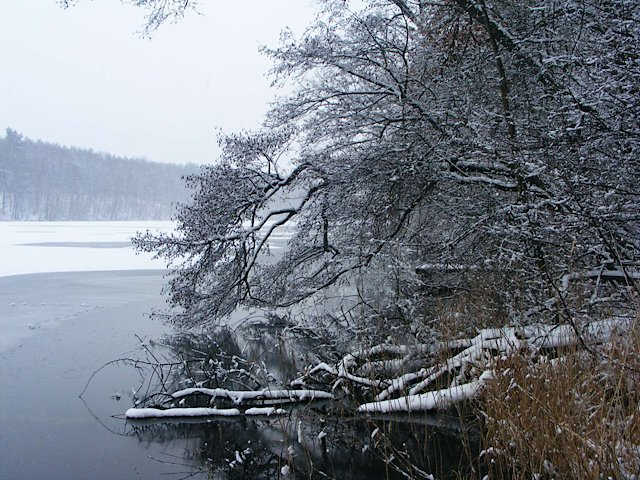

52°23′31″N 14°1′32″E / 52.39194°N 14.02556°E
特雷布斯湖（德語：Trebuser See），是德國的湖泊，位於該國西南部，由勃蘭登堡州負責管轄，處於奧得-施普雷縣，長1.5公里，面積0.36平方公里，海拔高度48米，平均水深4米，最大水深7米。